# بيتر سكوت (راكب الكنو)
بيتر سكوت (بالإنجليزية: Peter Scott)‏ هو راكب الكنو أسترالي، ولد في 9 سبتمبر 1973 في نيوكاسل في أستراليا.

## وصلات خارجية
- بيتر سكوت على موقع أوليمبيديا (الإنجليزية)